# 7호 전차 뢰베
뢰베 전차(독일어: Panzerkampfwagen Löwe)는 제2차 세계대전 당시 독일의 크루프사가 계획하였지만 포르쉐사의 초중전차  마우스 전차에 밀려 설계도면, 제작계기만 남아 있는 전차이다. 또한 뢰베 전차는 경(輕)뢰베와 중(重)뢰베로 분류된다. 뢰베는 독일어로 사자라는 뜻이다.
7호 전차로 알려져 있지만, 독일 병기국에 따르면 뢰베 전차에 공식적으로 넘버링을 부여하지 않았다.

## 경 뢰베
크루프社 가 계획한 첫 번째 뢰베 전차이다. 경 뢰베라는 이름은 경전차버전 뢰베라는 뜻이 아니라 단순히 90톤이 넘는 중 뢰베와의 구분을 두기위해 만든 기준으로 경 뢰베는 설계상 76톤에 달했다. 전면과 측면장갑은 100mm로 설계되었으며 장갑의 효율성을 위해 T-34와 같이 차체를 둥근 모양의 유선형으로 설계하였다. 정비와 생산성을 높이기 위해 쾨니히스 티거와 부품이 호환되도록 설계하였다. 포탑은 후미에 장착되었으며 이 포탑에는 70구경 105mm 전차포를 탑재할 예정이었다. 아돌프 히틀러의 명령에 의해 경 뢰베 안은 폐기되고 중 뢰베가 채택되었으며 중 뢰베의 설계에도 변경이 가해졌다.

## 중 뢰베
역시 크루프에서 계획하였으며, 중량이 90톤이며 차체 전면 장갑은 120mm, 전면에 포탑이 장착되며 70구경 105mm 포를 장착할 예정이였다.

## 같이 보기
- 5호 전차 판터
- 6호 전차 티거 1
- 6호 전차 B형 티거 2
- 8호 전차 마우스
- P-1000 라테
- 육상순양함 P-1500 몬스터